# Argandab (Kandahar)
Argandab és una vila de l'Afganistan, capital del districte d'Argandab (Kandahar).
Es troba al peu d'una muntanya al cim de la qual hi ha els mausoleu de Baba Wali, al lloc on les tropes indiobritàniques van aturar un atac de Ayyub Khan després de la victòria d'aquest a Maywand (1 de setembre de 1880) a la segona Guerra Angloafganesa.
Abans de la guerra civil fou lloc d'esbarjo pels habitants de Kandahar.